# Milo Cipra
Milo Cipra (* 13. Oktober 1906 in Vareš; † 9. Juli 1985 in Zagreb, SFR Jugoslawien) war ein jugoslawischer Komponist und Hochschullehrer.

## Leben
Cipra studierte zuerst Philosophie und Germanistik an der Universität Zagreb, bevor er in die Kompositionsklasse von Blagoje Bersa an der Musikakademie Zagreb wechselte. Nach dem Abschluss 1933 arbeitete er zunächst als Gymnasiallehrer und von 1941 bis zum Ruhestand 1977 als Dozent an der Musikakademie Zagreb (dort Dekan von 1961 bis 1971).

## Werk
Die Kompositionen Cipras standen anfangs unter dem Einfluss des Neoklassizismus und griffen Elemente der Volksmusik seiner Heimat auf. Ab Ende der 1950er-Jahre wandte er eine modifizierte Zwölftontechnik an. Sein Œuvre umfasst Orchesterkompositionen (darunter 2 Sinfonien), Kammermusik (u. a. 5 Streichquartette) sowie Vokalwerke.